# Beni Mezline
Beni Mezline è un comune dell'Algeria, situato nella provincia di Guelma.